# Beata Bochorodycz
Beata Małgorzata Bochorodycz – doktor habilitowany nauk społecznych, politolożka i japonistka. Specjalizuje się w zagadnieniach z zakresu polityki i dyplomacji Japonii. Adiunkt, a obecnie profesor uczelni na Wydziale Neofilologii Uniwersytetu im. Adama Mickiewicza w Poznaniu. Pracowała również na Wydziale Nauk Humanistycznych i Społecznych SWPS Uniwersytetu Humanistycznospołecznego. Członkini uznanych stowarzyszeń i towarzystw naukowych w Polsce, Europie i na świecie, w tym Polskiego Towarzystwa Studiów Międzynarodowych, Międzynarodowego Towarzystwa Nauk Politycznych (IPSA), Polskiego Towarzystwa Nauk Politycznych, Japońskiego Towarzystwa Nauk Politycznych, czy Polskiego Stowarzyszenia Badań Japonistycznych. Współpracuje z Ośrodkiem Spraw Azjatyckich na Uniwersytecie Łódzkim.  
Absolwentka studiów japonistycznych na UAM, ukończyła również studia prawnicze na Wydziale Prawa Uniwersytetu Kyushu. Doktoryzowała się w 2007 roku w Instytucie Studiów Politycznych Polskiej Akademii Nauk na podstawie pracy zatytułowanej Okinawa. In search of a new type of autonomy in the 1990s (tytuł alternatywny: Okinawa. W poszukiwaniu nowego typu autonomii lokalnej w latach 90. XX wieku). Habilitowała się z kolei w 2019 roku w tym samym Instytucie pisząc rozprawę pt. Fukushima a społeczeństwo obywatelskie. Japoński ruch denuklearny w perspektywie politologiczno-socjologicznej.  Profesor wizytujący Uniwersytetu Państwowego w Jokohamie. Naukowiec wizytujący na: School of Oriental and Asian Studies (SOAS) w Londynie, Graduate Research Institute for Policy Studies (GRIPS) w Tokio, Uniwersytecie Kyushu w Fukuoce, Uniwersytecie Jerzego Waszyngtona w Waszyngtonie. Stypendystka Ministerstwa Edukacji w Japonii, Międzynarodowego Klubu Rotary, Fundacji Japońskiej oraz Fundacji Fulbrighta.
Przetłumaczyła na język polski dramat Yukio Mishimy pt. Pawilon ryczącego jelenia: tragedia w czterech aktach (tytuł oryginalny: Rokumeikan).

## Monografie
- Fukushima a społeczeństwo obywatelskie: japoński ruch denuklearny w perspektywie politologiczno-socjologicznej[8]

- Japan’s Foreign Policy Making – Central Government Reforms, Decision-Making Processes, and Diplomacy[9]
- The changing patterns of policy making in Japan: local policy initiative of Okinawa Prefecture in the 1990s.[10]

- Mishima Yukio (1925-1970): mała antologia dramatu japońskiego (główna autorka, współautorstwo Estery Żeromskiej)[11]

## Inne publikacje naukowe
- Networks and Mobilization Processes: The Case of the Japanese Anti-Nuclear Movement after Fukushima[12]
- Policy Entrepreneurs and Policy Proposals: Gulf War Experience and Foreign Policy Change in Japan after the Cold War[13]
- Political Leadership and the Security Policy: Negotiations on the US Military Bases in Okinawa under the Murayama and Hashimoto Cabinets[14]
- Legal Empowerment: The Role of Legal Professionals in the Denuclear Movement after Fukushima Daiichi Disaster[15]
- Common Citizens and Direct Action in the Post-Fukushima Japan. A Case Study of the Metropolitan Coalition Against Nukes (Hangenren)[16]
- Development of civil society in Okinawa after 1945: Was the Reversion a Threshold?[17]

- Okinawa – geograficzne i polityczne peryferie Japonii[18][19]
- Rozwój ruchu antynuklearnego i pacyfistycznego w Japonii a polityka energetyki jądrowej we wczesnym okresie powojennym[20]